# Томас Агірре
Томас Агірре Лекубе (баск. Tomas Agirre Lekube, [to'mas agire lekube]; 31 січня 1912, Більбао, Іспанія — 1977 або 1979) — іспанський футболіст, півзахисник.

## Спортивна кар'єра
На початку футбольної кар'єри захищав кольори команди «Депортіво» (Гечо), яка брала участь у регіональних змаганнях провінції Біскайя. У 23 роки перейшов до клубу «Аренас». Але в Сегунді відіграв лише один сезон, розпочалася громадянська війна. Томас Агірре виїхав до Франції, ймовірно виступав за «Олімпік» (Нім).
Восени 1937 року до Парижу повернулася  збірна Басконії, яка проводила турне по країнам Європи і допомагала коштами постраждалим у громадянській війні. У цей час війська генерала Франко захопили Більбао. Баски вирішили продовжити турне за океаном. До Іспанії, повернулися Роберто Ечебаррія і Гільєрмо Горостіса. Водночас, до складу збірної Країни Басків приєдналися Ігнасіо Агірресебала, Томас Агірре і Хосе Уркіола. Проти команд Центральної і Південної Америки провів 24 матчі. 
Під назвою «Депортіво Еускаді» збірна Басконії стала віце-чемпіоном Мексики 1939 року. По завершенні сезону команда припинила існування, а гравці роз'їхалися по мексиканським і аргентинським клубам. Педро Регейро, Томас Агірре, Луїс Регейро і Енріке Ларрінага обрали столичний «Астуріас». Після завершення ігрової кар'єри працював тренером.
Старший брат Хосе Антоніо Агірре — політик, перший президент автономного регіону Країна Басків. Під час громадянської війни всебічно підтримував республіканський уряд. Зокрема, мобілізував 100-тисячну армію. Після перемоги прибічників генерала Франко мешкав за кордоном, здебільшого у Франції.